# Parque nacional de Hiidenportti
El Parque nacional de Hiidenportti (finlandés: Hiidenportin kansallispuisto) se encuentra en el municipio de Sotkamo, en la región de Kainuu, al este de Finlandia. Se estableció en 1982 para preservar la naturaleza salvaje de la región, una mezcla de mosaicos de ciénagas y bosques secos. El parque cubre 45 km².
Dos tercios del área son bosques de coníferas. Los bosques en estado casi natural tienen entre 100 y 150 años en promedio. Las últimas talas se realizaron a principios del siglo XX.
La atracción más conocida del parque es el barranco Hiidenportti (literalmente "Puerta de Hiisi") con acantilados verticales.

## Fauna
Los habitantes habituales incluyen el oso pardo, el glotón y el lince. El lobo gris es un visitante ocasional. El castor americano vive en el río Porttijoki y sus huellas se pueden ver a lo largo del río. En la avifauna son comunes las especies norteñas, como el pinzón real y el escribano rústico; también se puede ver al arrendajo siberiano en la zona. El urogallo y el grévol común son las aves más abundantes. Las especies raras incluyen el ánsar campestre, la grulla común, el águila pescadora, el colimbo ártico, el cárabo lapón y el ruiseñor coliazul. El cárabo lapón se representa en el emblema del parque.
En una investigación básica realizada en 1992, se identificaron un total de 164 especies de mariposas grandes y 186 pequeñas. Entre otras, se observaron la Catocala adultera, los saturninos y Xestia sincera, en peligro de extinción.